# Sasymja
Sasymja (ukrainisch Зазим'я; russisch Зазимье Sasimje) ist ein Dorf nordöstlich der ukrainischen Hauptstadt Kiew mit etwa 2900 Einwohnern.

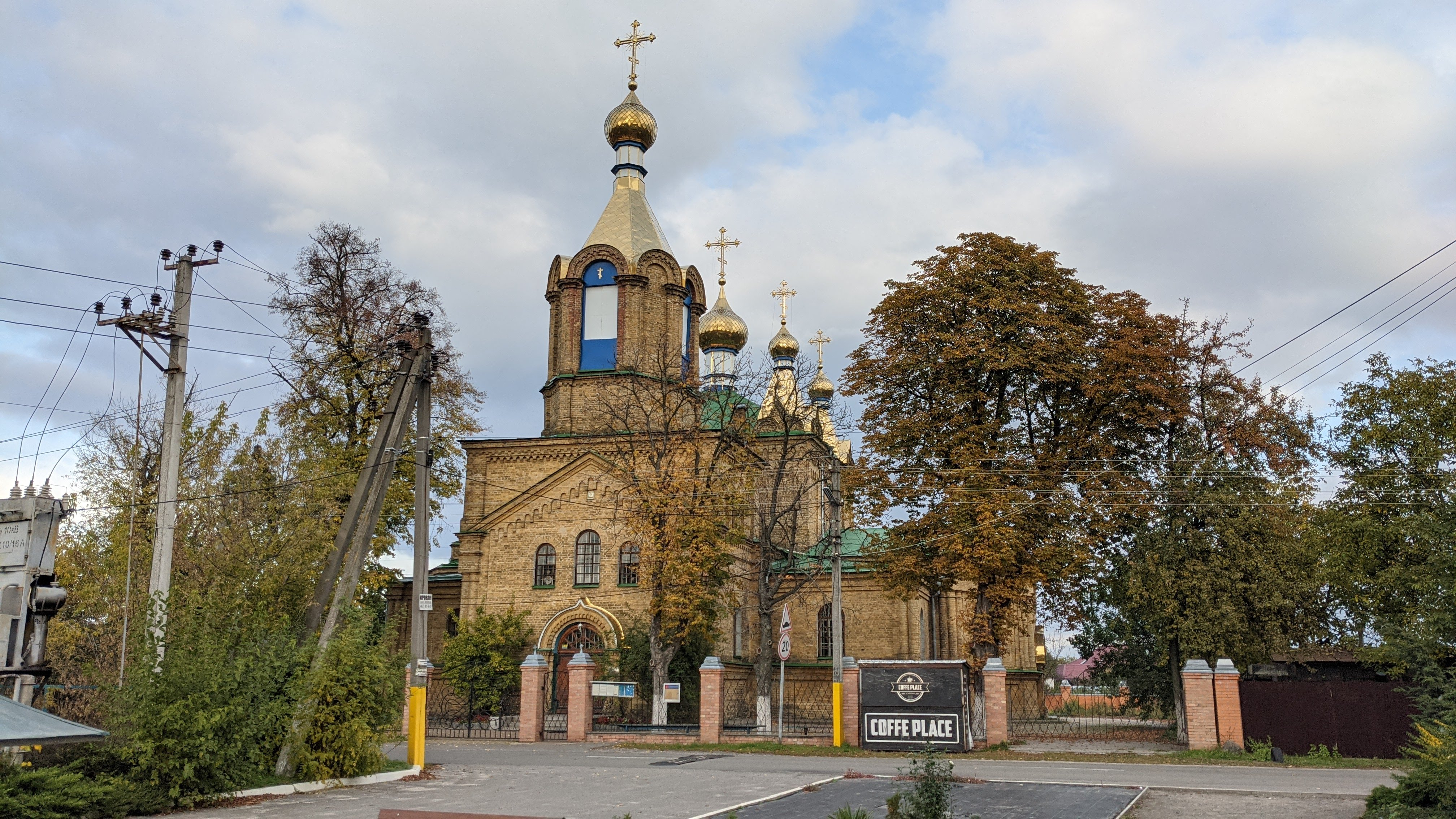
Kirche im Ort

Das 1621 erstmals erwähnte Dorf liegt an den Flussauen der Desnamündung im Rajon Browary 17 km nordwestlich vom Rajonzentrum Browary und grenzt im Osten an das Dorf Pohreby und im Süden an den Kiewer Stadtrajon Desna, durch das Dorf verläuft die T–10–08.

## Verwaltungsgliederung
Am 12. Juni 2020 wurde das Dorf zum Zentrum der neugegründeten Landgemeinde Sasymja (Зазимська сільська громада/Sasymska silska hromada). Zu dieser zählen auch die sechs in der untenstehenden Tabelle aufgelisteten Dörfer, bis dahin bildete es die gleichnamige Landratsgemeinde Sasymja (Зазимська сільська рада/Sasymska silska rada) im Westen des Rajons Browary.
Folgende Orte sind neben dem Hauptort Sasymja Teil der Gemeinde:
| Name                     | Name       | Name                  |
| ukrainisch transkribiert | ukrainisch | russisch              |
| ------------------------ | ---------- | --------------------- |
| Litky                    | Літки      | Летки (Letki)         |
| Litotschky               | Літочки    | Леточки (Letotschki)  |
| Pohreby                  | Погреби    | Погребы (Pogreby)     |
| Puchiwka                 | Пухівка    | Пуховка (Puchowka)    |
| Roschny                  | Рожни      | Рожны                 |
| Soboliwka                | Соболівка  | Соболевка (Sobolewka) |